# Eustace Conway
Eustace Robinson Conway IV (Columbia, Carolina del Sur, 15 de septiembre de 1961) es un naturalista y maestro estadounidense.[cita requerida]

## Biografía
A los 17 años Conway se fue de su casa para poder vivir en un tipi en el bosque. Él ha recorrido todo el Sendero de los Apalaches y afirma haber establecido el récord mundial de cruzar los Estados Unidos a caballo desde el Atlántico hasta el Pacífico. Sin embargo, según el New York Times y Los Angeles Times del día, así como el libro Bud & Me, el récord por cruzar el continente norteamericano a caballo se realizó en 62 días. Este viaje fue realizado por Bud y Temple Abernathy, de 11 y 7 años, que viajaron 3619 millas (5824,2 km) de New York City a San Francisco en un viaje ecuestre, que comenzó en agosto de 1911.
El programa de radio semanal "This American Life" informó sobre el viaje de Conway a través del país en el episodio "Adventures in the Simple Life", que se emitió el 11 de septiembre de 1998. El programa usa grabaciones grabadas en una grabadora portátil de Conway. y su partido.
Una película documental de 2003 sobre la vida de Conway, Full Circle: A Life Story de Eustace Conway, fue dirigida por Jack Bibbo. Conway es también uno de los cuatro personajes destacados en el documental de 2012 Reconvergence, que fue dirigido por Edward Tyndall.
Conway apareció en Mountain Men, una serie de televisión de realidad en el canal de Historia. La serie se centró en su vida diaria de realizar sus tareas y preparar la comida para el próximo invierno. Amenazado por un gravamen contra su tierra, Conway lucha para mantener la propiedad.
En noviembre de 2012, Turtle Island se vio obligada a cerrar el acceso público debido a que sus edificios tradicionales violaron los códigos de construcción. A mediados de diciembre de 2012, Conway parecía avanzar hacia el logro de una resolución con el Consejo del Código de Construcción de Carolina del Norte. Sin embargo, inmediatamente después de este aparente progreso con el Consejo de códigos, Conway fue arrestado por allanamiento en la propiedad de un vecino en una disputa sobre la frontera de la propiedad, continuando los desafíos legales a Turtle Island.
Los problemas de Conway con el Consejo del Código de Construcción de Carolina del Norte rápidamente notaron a los funcionarios del estado. La Asamblea General de Carolina del Norte intervino, proponiendo una exención a los requisitos del código de construcción para las estructuras primitivas. Tanto la Cámara como el Senado del estado votaron unánimemente aprobar el H774. La ley fue promulgada por el Gobernador Pat McCrory el 12 de junio de 2013. Esta dura experiencia fue descrita en la Guerra especial contra el pequeño individuo de Fox News, organizada por John Stossel.
Conway tiene tres hermanos: Walton, Judson y Martha.